# Armand Augustin Louis de Caulaincourt
Armand Augustin Louis de Caulaincourt, född 9 december 1773, död 19 februari 1827, var en fransk markis, militär, statsman, diplomat och hovman som tjänstgjorde under Frankrikes förste konsul samt sedermera kejsar Napoleon I.
Han föddes som en medlem av en fransk adelsfamilj i Picardieregionen. Han inträdde i armén vid femton års ålder och uppnådde rangen av kapten 1792. På grund av politiska meningsskiljaktigheter under den franska revolutionen kastades han i fängelse 1792. Han blev frigiven efter ingripande från högre ort, och tjänstgjorde därefter som enkel grenadjär. 1799 till 1800 tjänstgjorde han som en överste i Rhenarmén. Efter freden i Lunéville 1801 skickades han till Ryssland för att officiellt gratulera den nye tsaren Alexander I till dennes trontillträde. Den verkliga orsaken till hans resa till Ryssland var dock att undergräva det brittiska inflytandet där.
Efter sin återkomst till Frankrike utsågs han till Napoleons personlige adjutant. Under 1801 skickades han till Markgrevskapet Baden för att gripa några av den brittiska regeringens agenter. Detta ledde till att han senare blev anklagad för att delaktighet i gripandet av hertigen av Enghien. Han avfärdade detta påstående upprepade gånger energiskt.
Vid kejsardömets inrättande 1804 upphöjdes han till hertig av Vicenza. Han fick även en mängd andra ämbetstitlar och ärebeteckningar. 1807 blev han det franska kejsardömets sändebud i Sankt Petersburg , där han försökte upprätthålla Erfurtalliansen med en viss framgång under några år. När det beslutades av Napoleon att invadera Ryssland , avrådde Caulaincourt starkt mot denna idé. Han följde dock med Napoleon på dennes straffexpedition mot Ryssland. Ett år efter Napoleon återkom till Frankrike, blev han i början av 1813 stormarskalk och chef för det militära hushållet, och i november samma år blev han utrikesminister. Han undertecknade såsom Frankrikes och Napoleons toppdiplomat, vapenstilleståndet i Pleswitz juni 1813, samt representerade Frankrike vid Pragkongressen i augusti 1813. Han företrädde Frankrike även vid förhandlingarna om Fountainbleautraktaten den 10 april 1814.
Efter att Ludvig XVIII återkom till Frankrike, levde han ett stilla liv i politisk tystnad. Under den sista Napoleonregeringen under de hundra dagarna, var han återigen utrikesminister, och försökte i detta ämbete övertyga Europa om Napoleons fredsvilja. Efter att Napoleon hade fallit neder ifrån kejsarmakten, för den andra och sista gången, var han en av de som proskriberades av den nya Bourbonregimen. Han räddades dock av den ryske tsaren, som övertalade kung Ludvig XVIII att stryka bort hans namn från proskribtionslistorna.
Han levde därefter ett stilla liv fram till sin död i slutet av 1820-talet. Hans memoarer Med Napoleon i Ryssland var försvunnen i åratal men återupptäcktes efter det första världskriget och publicerades 1933.